# Albània al Festival de la Cançó d'Eurovisió
Albània ha participat en el Festival de la Cançó d'Eurovisió des del seu debut en l'edició de 2004, en què Anjeza Shahini acabà en setena posició amb la cançó «The image of you». Aquest seria el millor resultat del país balcànic fins 2012, quan Rona Nishliu va aconseguir un meritori cinquè lloc amb la cançó «Suus».
L'emissora d'Albània, Radio Televizioni Shqiptar (RTSH), ha sigut l'encarregada d'organitzar les participacions del país al Festival d'Eurovisió. Per això, s'han servit d'un dels principals elements musicals albanesos, el Festivali i Këngës, en què se selecciona l'intèrpret i la cançó. Posteriorment, pateix una sèrie de canvis per acomplir les normes establertes per la UER.

## Història
L'any 2005, Ledina Çelo va deixar el país en 16è lloc amb «Tomorrow I go». Un any després (2006), les coses no van sortir tan bé i es va quedar en semifinals, igual que l'any 2007. Des d'aleshores, Albània no havia aconseguit passar de la semifinal fins a l'any 2008, a Sèrbia, quan va quedar novena a la semifinal, encara que a la final es va quedar en 17è lloc amb 65 punts.
L'any següent, va aconseguir classificar-se novament a la final amb Kejsi Tola, qui va quedar també en 17a posició, i només va millorar una posició en 2010 amb «It's All About You». Després d'un any sense classificar, obtingué la seva millor posició l'any 2012, representada per Rona Nishliu amb el tema «Suus»; un cinquè lloc.
Des de l'èxit de 2012, fins avui només ha tornat a la final al 2015, amb Elhaida Dani, al 2018 amb Eugent Bushpepa i al 2019 amb Jonida Maliqi.
Només s'ha classificat per a la final 9 vegades i 2 ha estat al top 10 (2004 i 2012).

### Procés de selecció
Albània tria el seu representant al Festivali i Këngës el desembre de l'any previ al festival. Aquest esdeveniment musical no està fet a l'ús, sinó que és un dels més tradicionals del país i se celebra des de 1962. Des de 2004, la RTSH determinà que el seu vencedor acudiria a Eurovisió.

## Participacions
Llegenda
| Any  | Seu         | Artista                         | Cançó                     | Final                | Punts                | Semifinal                | Punts                    |
| ---- | ----------- | ------------------------------- | ------------------------- | -------------------- | -------------------- | ------------------------ | ------------------------ |
| 2004 | Istanbul    | Anjeza Shahini                  | «The image of you»        | 7                    | 106                  | 4                        | 167                      |
| 2005 | Kíev        | Ledina Çelo                     | «Tomorrow I go»           | 16                   | 53                   | Top 12 de l'any anterior | Top 12 de l'any anterior |
| 2006 | Atenes      | Luiz Ejlli                      | «Zjarr e ftohtë»          | No es va classificar | No es va classificar | 14                       | 58                       |
| 2007 | Hèlsinki    | Frederik & Aida Ndoci           | «Hear my plea»            | No es va classificar | No es va classificar | 17                       | 49                       |
| 2008 | Belgrad     | Olta Boka                       | «Zemrën e lamë peng»      | 17                   | 55                   | 9                        | 67                       |
| 2009 | Moscou      | Kejsi Tola                      | «Carry me in your dreams» | 17                   | 48                   | 7                        | 73                       |
| 2010 | Oslo        | Juliana Pasha                   | «It's all about you»      | 16                   | 62                   | 6                        | 76                       |
| 2011 | Düsseldorf  | Aurela Gaçe                     | «Feel the passion»        | No es va classificar | No es va classificar | 14                       | 47                       |
| 2012 | Bakú        | Rona Nishliu                    | «Suus»                    | 5                    | 146                  | 2                        | 146                      |
| 2013 | Malmö       | Adrian Lulgjuraj & Bledar Sejko | «Identitet»               | No es va classificar | No es va classificar | 15                       | 31                       |
| 2014 | Copenhaguen | Herciana Matmuja                | «One Night's Anger»       | No es va classificar | No es va classificar | 15                       | 22                       |
| 2015 | Viena       | Elhaida Dani                    | «I’m Alive»               | 17                   | 34                   | 10                       | 62                       |
| 2016 | Estocolm    | Eneda Tarifa                    | «Fairytale»               | No es va classificar | No es va classificar | 16                       | 45                       |
| 2017 | Kíev        | Lindita Halimi                  | «Botë»                    | No es va classificar | No es va classificar | 14                       | 76                       |
| 2018 | Lisboa      | Eugent Bushpepa                 | «Mall»                    | 11                   | 184                  | 8                        | 162                      |
| 2019 | Tel-Aviv    | Jonida Maliqi                   | «Ktheju tokës»            | 17                   | 90                   | 9                        | 96                       |
| 2020 | Rotterdam   | Arilena Ara                     | «Fall From The Sky»       | Festival cancel·lat  | Festival cancel·lat  | Festival cancel·lat      | Festival cancel·lat      |
| 2021 | Rotterdam   | Anxhela Peristeri               | «Karma»                   | 21                   | 57                   | 10                       | 112                      |
| 2022 | Torí        | Ronela Hajati                   | «Sekret»                  | No es va classificar | No es va classificar | 12                       | 58                       |
| 2023 | Liverpool   | Albina & Familja Kelmendi       | «Duje»                    | 22                   | 76                   | 9                        | 83                       |
| 2024 | Malmö       | Besa Kokëdhima                  | «Titan»                   | No es va classificar | No es va classificar | 15                       | 14                       |
| 2025 | Basilea     | Shkodra Elektronike             | «Zjerm»                   | 8                    | 218                  | 2                        | 122                      |
| 2026 | Àustria     |                                 |                           |                      |                      |                          |                          |

## Galeria d'imatges

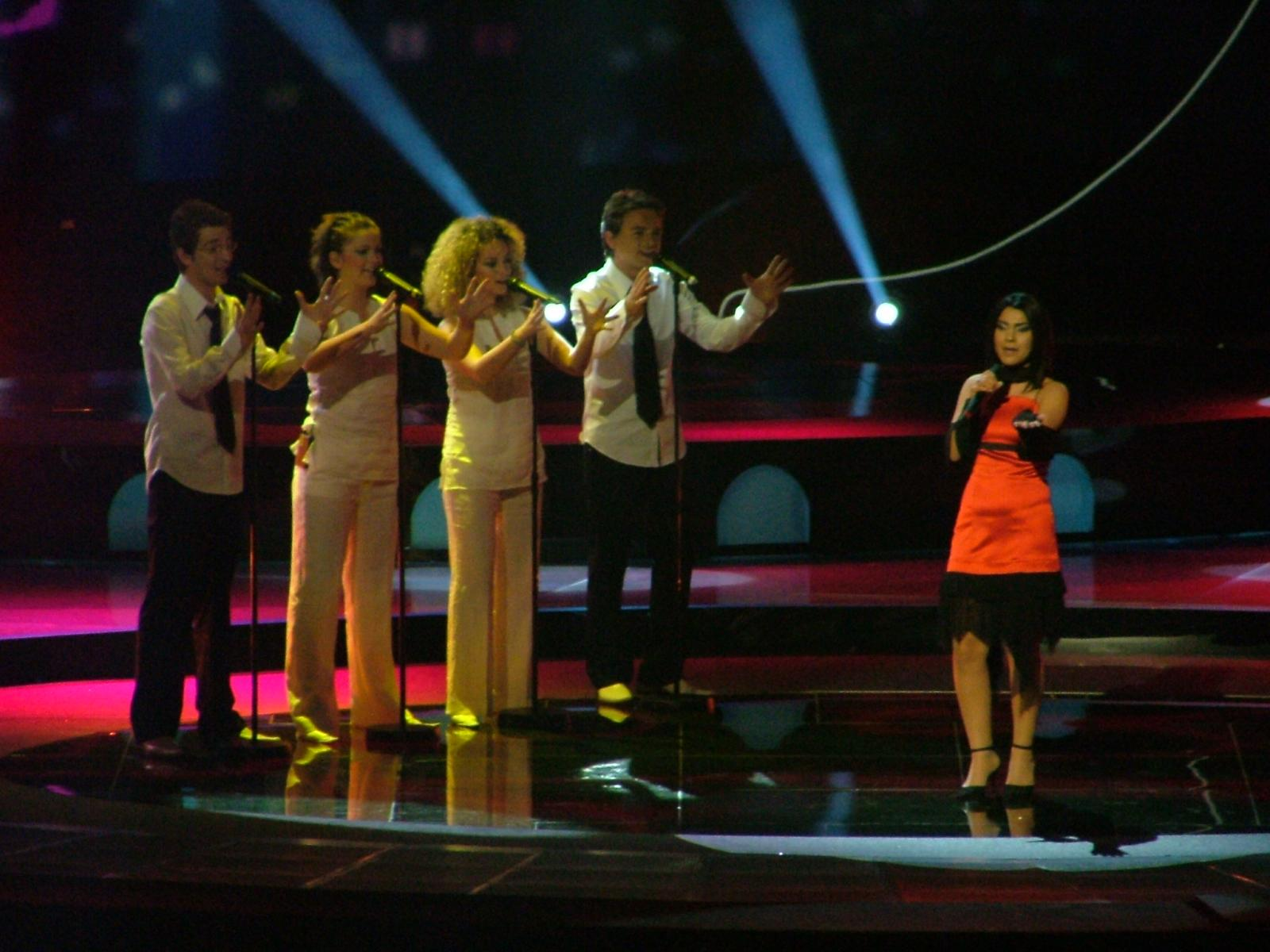
Anjeza Shahini a Istanbul (2004)
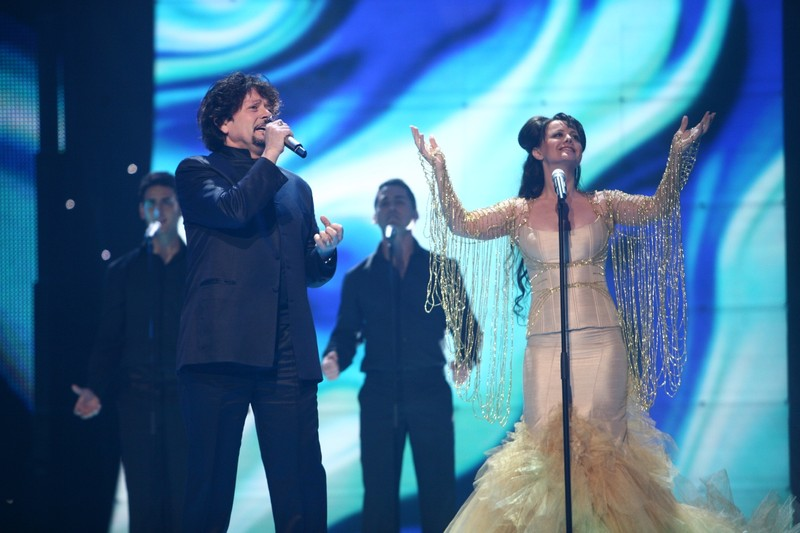
Frederik Ndoci a Hèlsinki (2007)
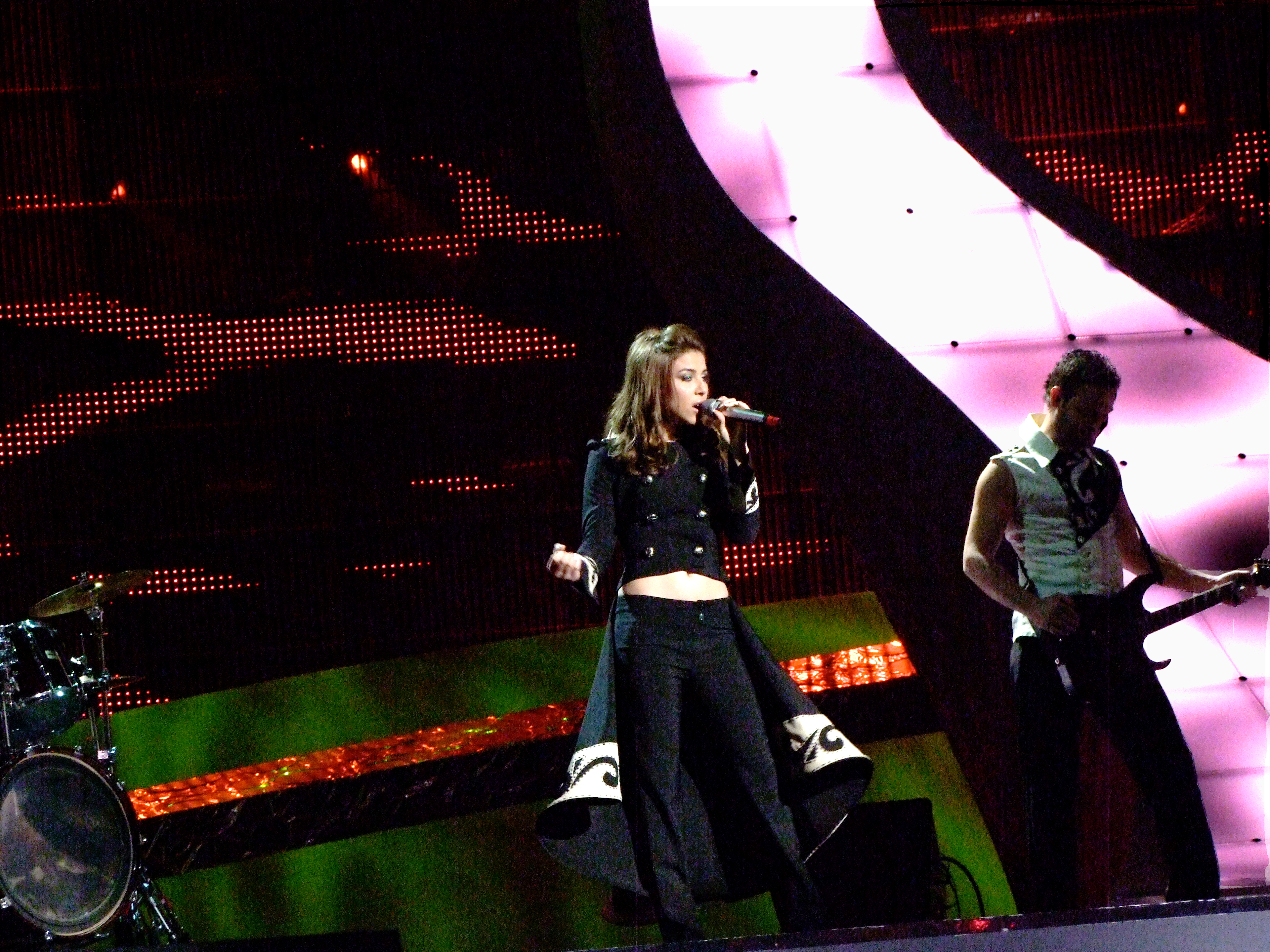
Olta Boka a Belgrad (2008)
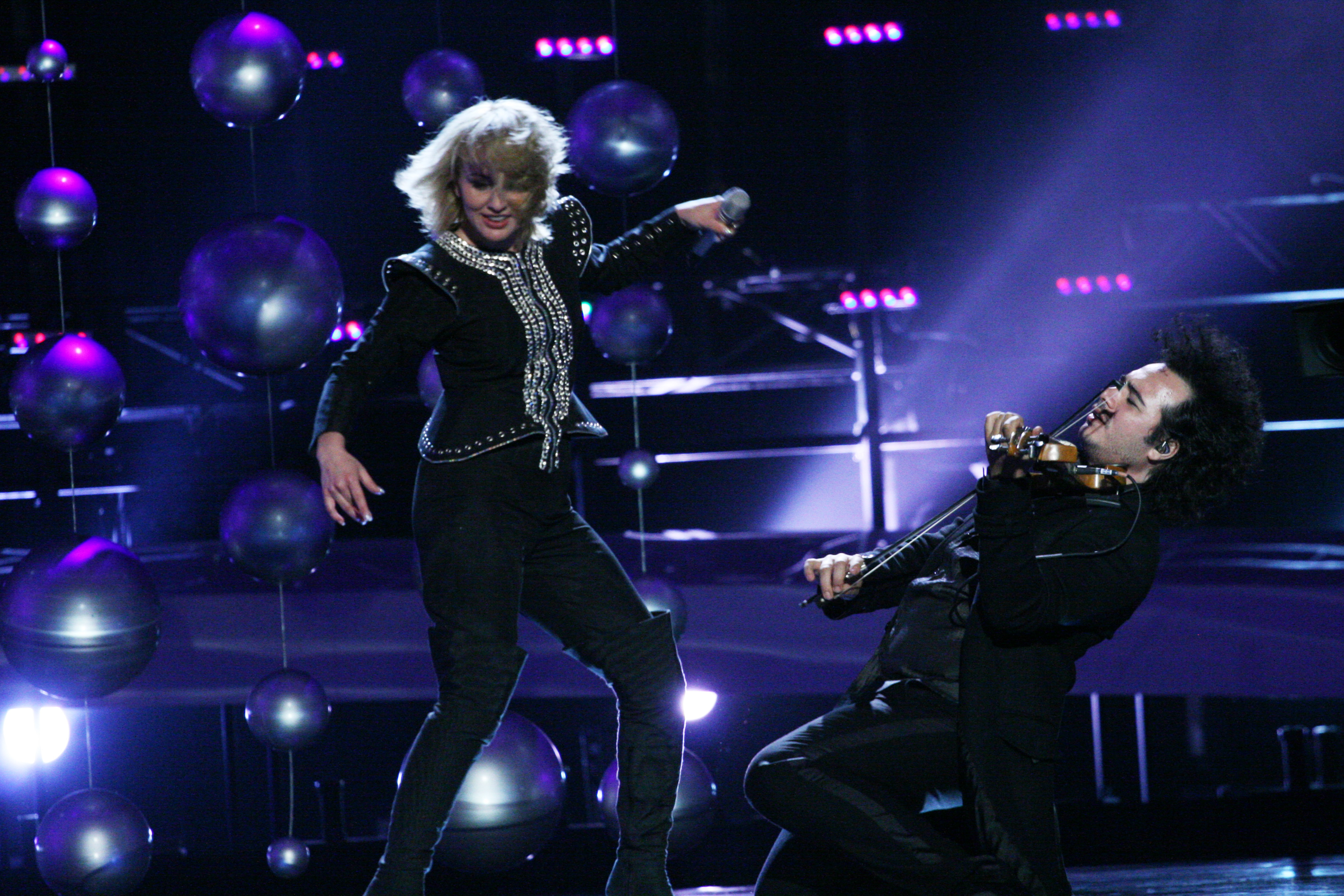
Juliana Pasha a Oslo (2010)
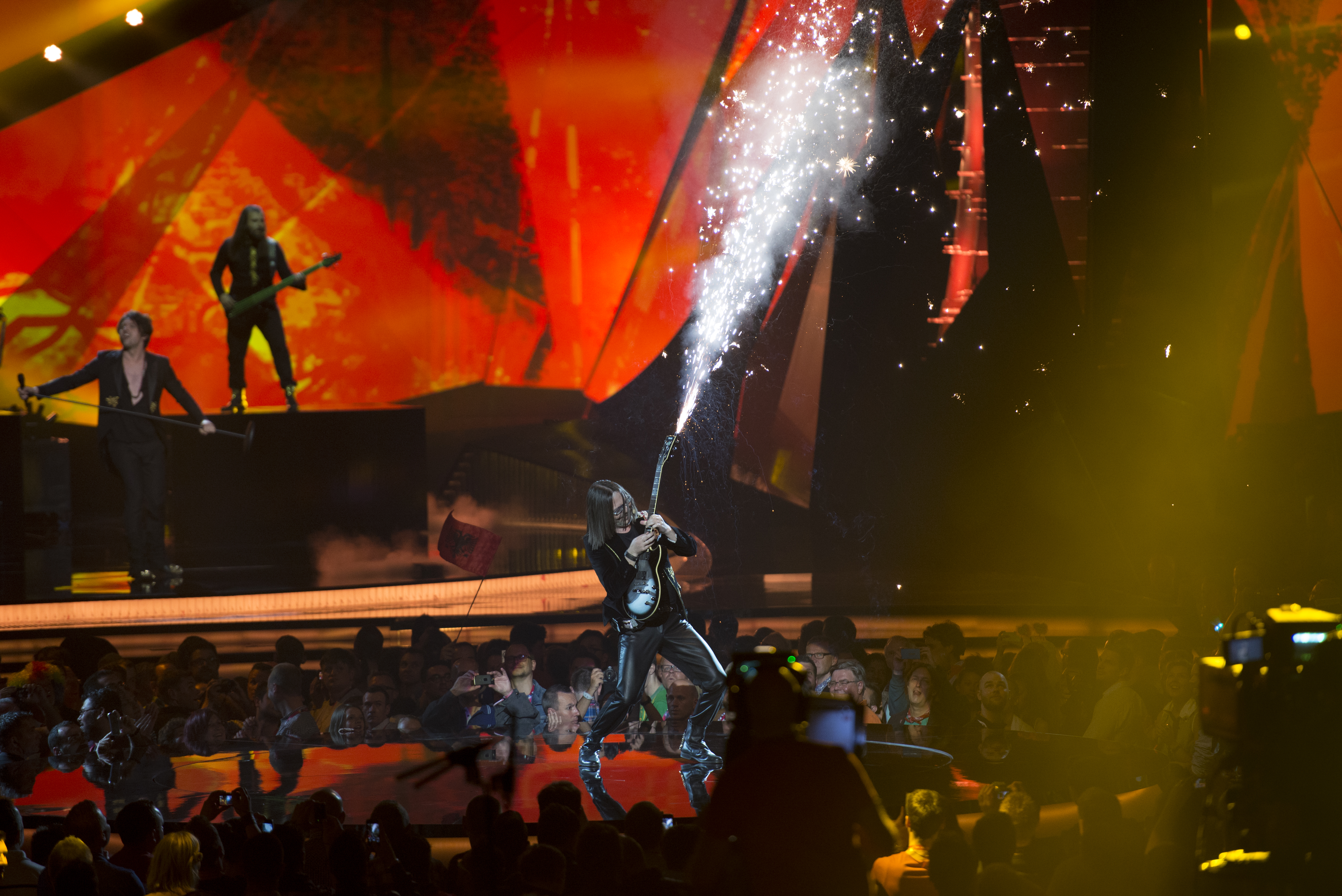
Adrian Lulgjuraj i Bledar Sejko a Malmö (2013)
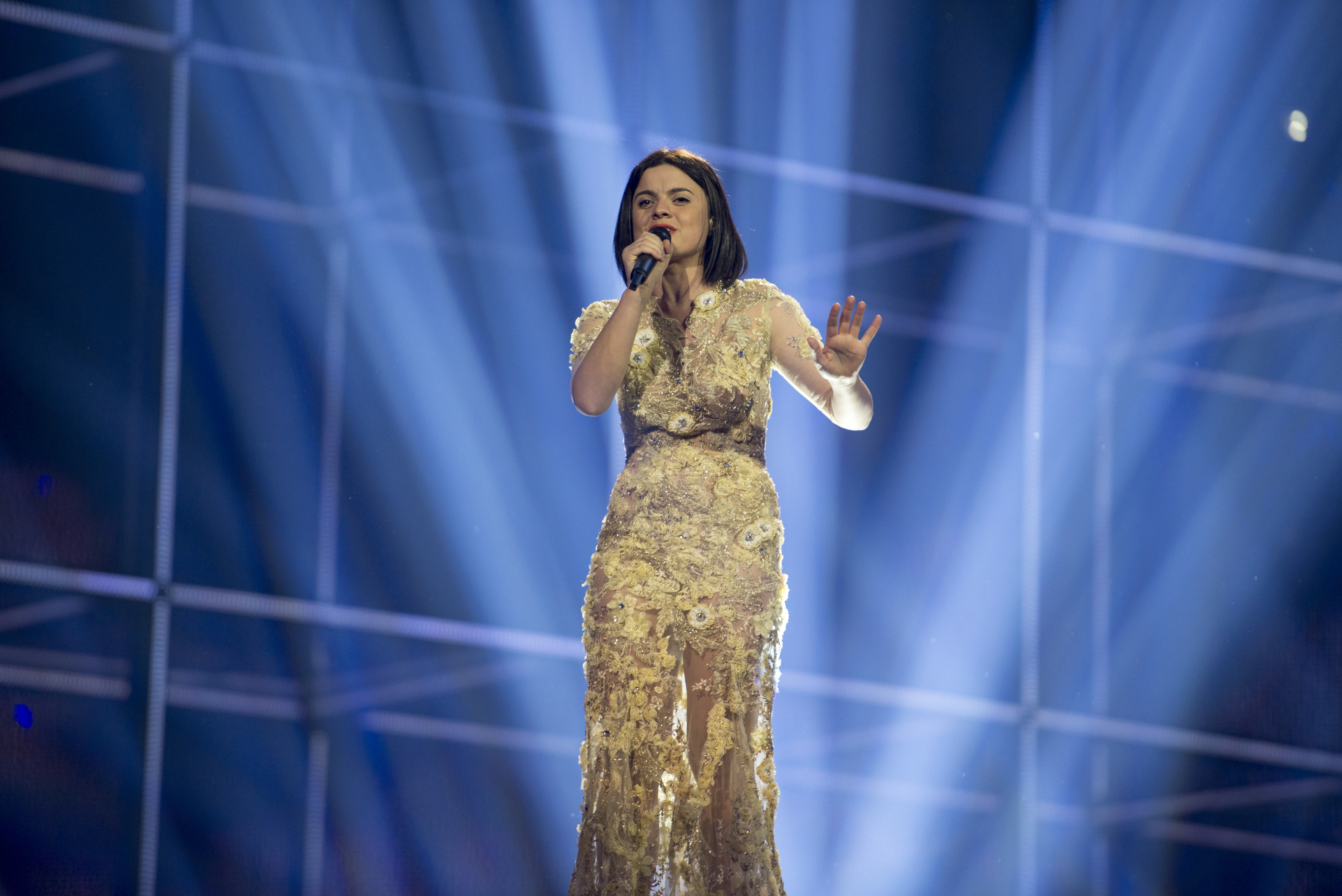
Herciana Matmuja a Copenhaguen (2014)
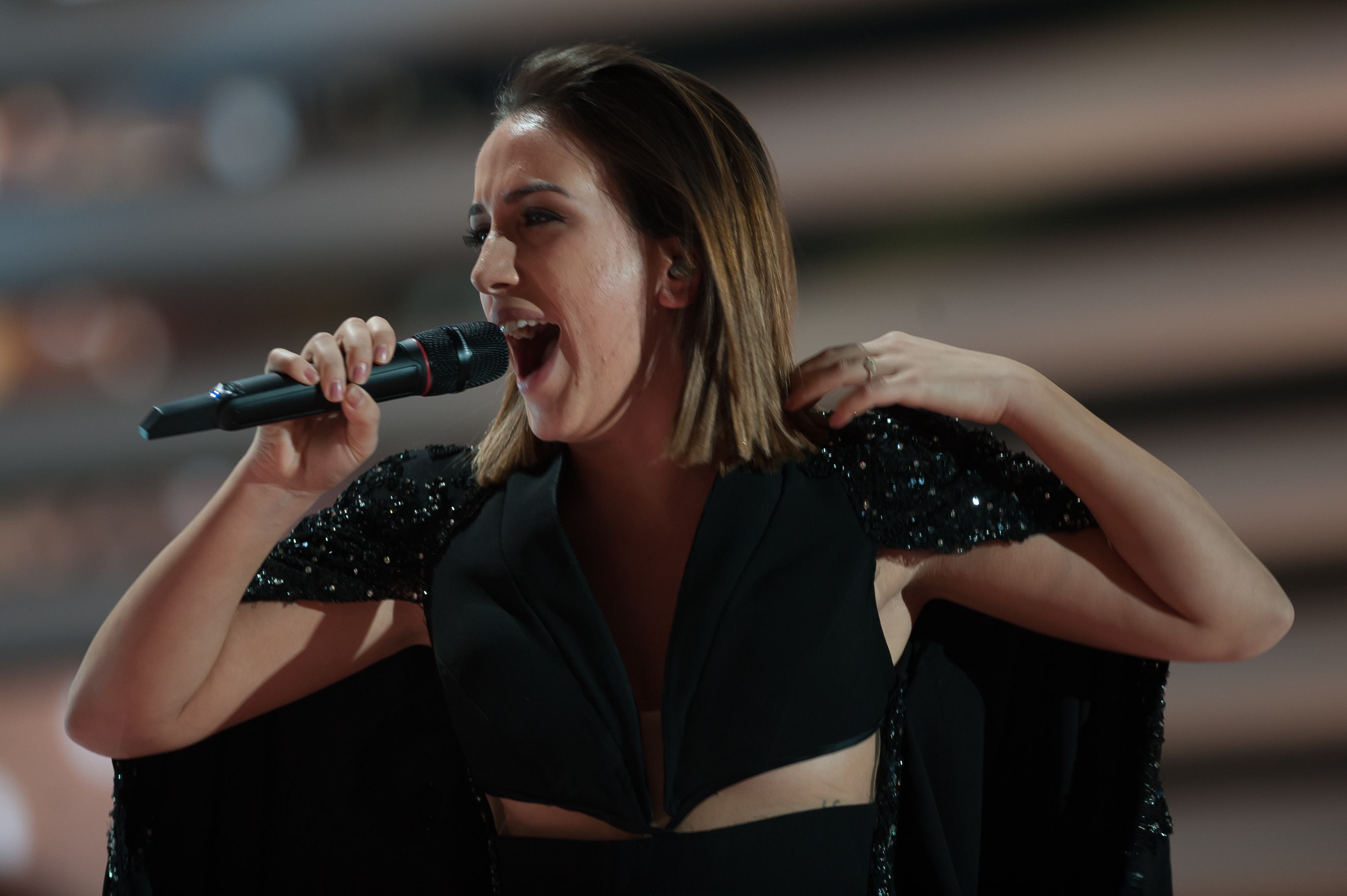
Elhaida Dani a Viena (2015)
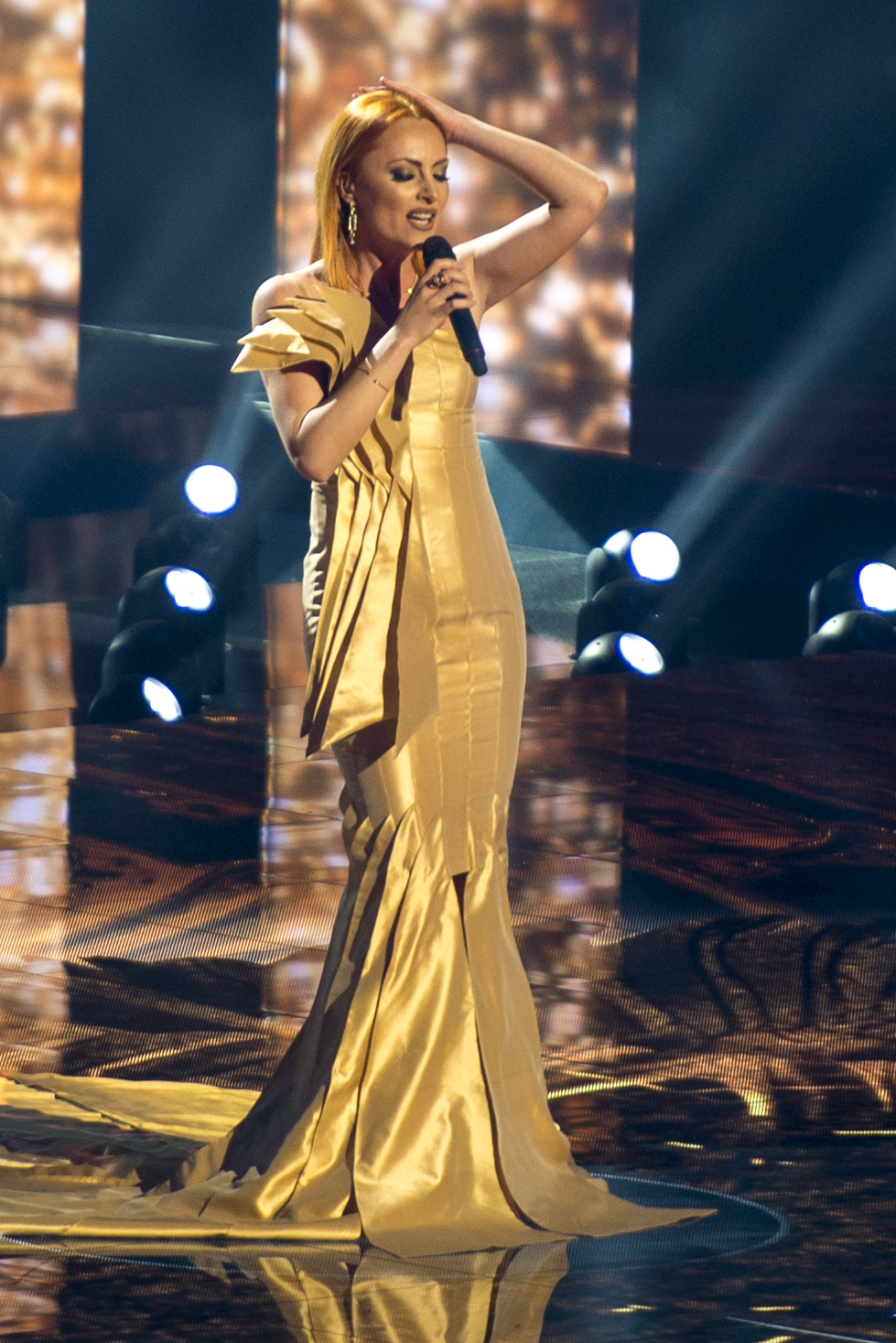
Eneda Tarifa a Estocolm (2016)
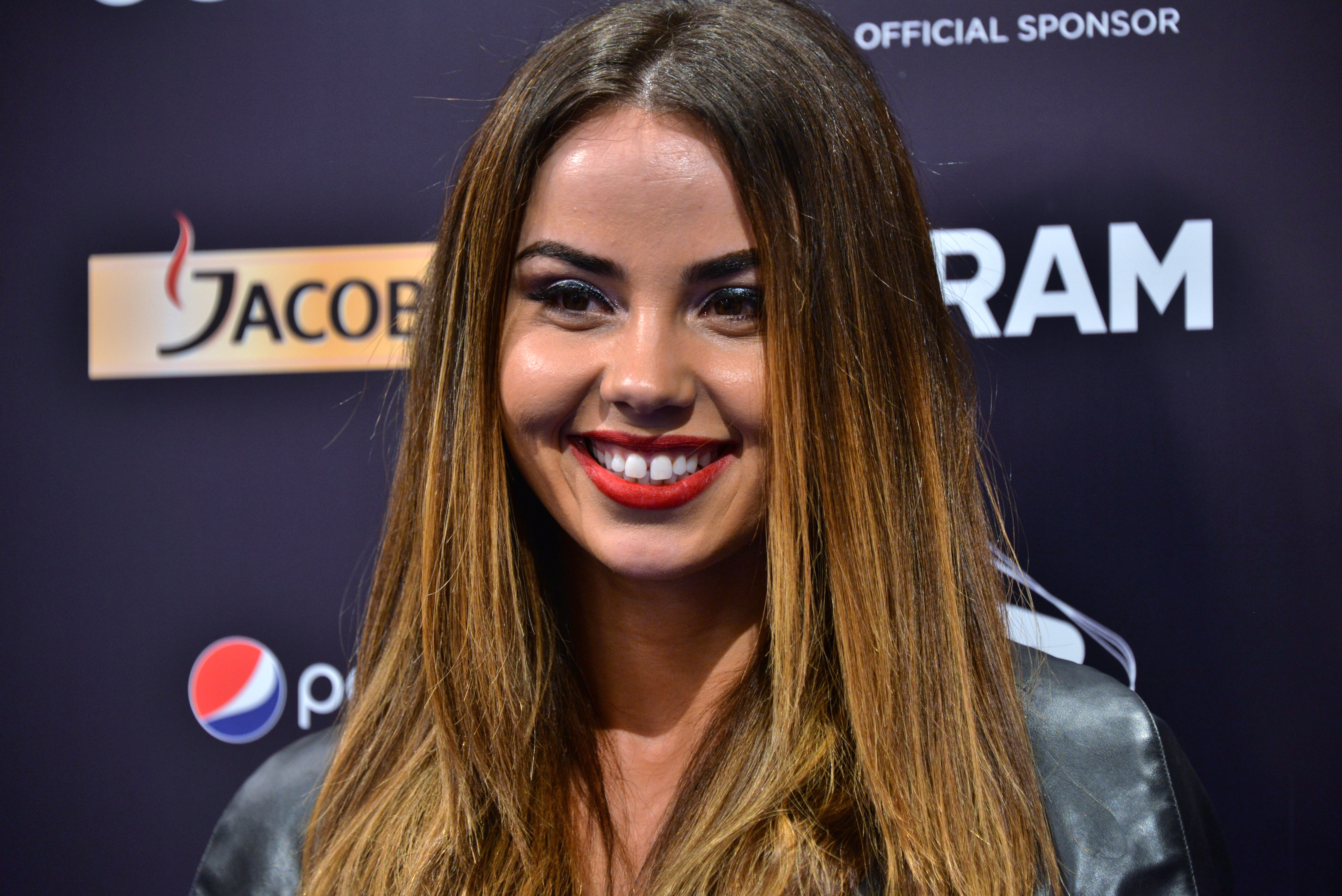
Lindita a Kíev (2017)
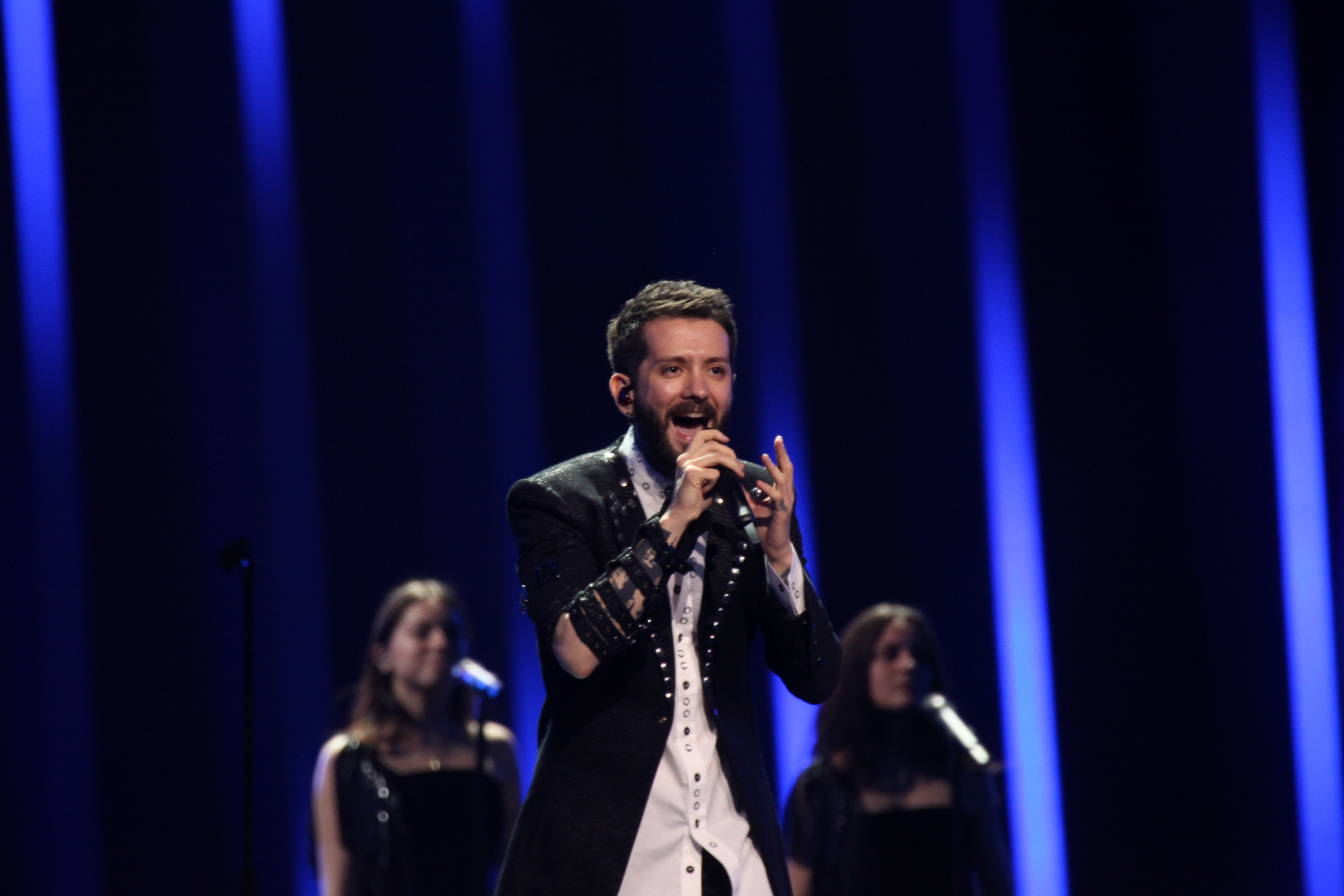
Eugent Bushpepa a Lisboa (2018)
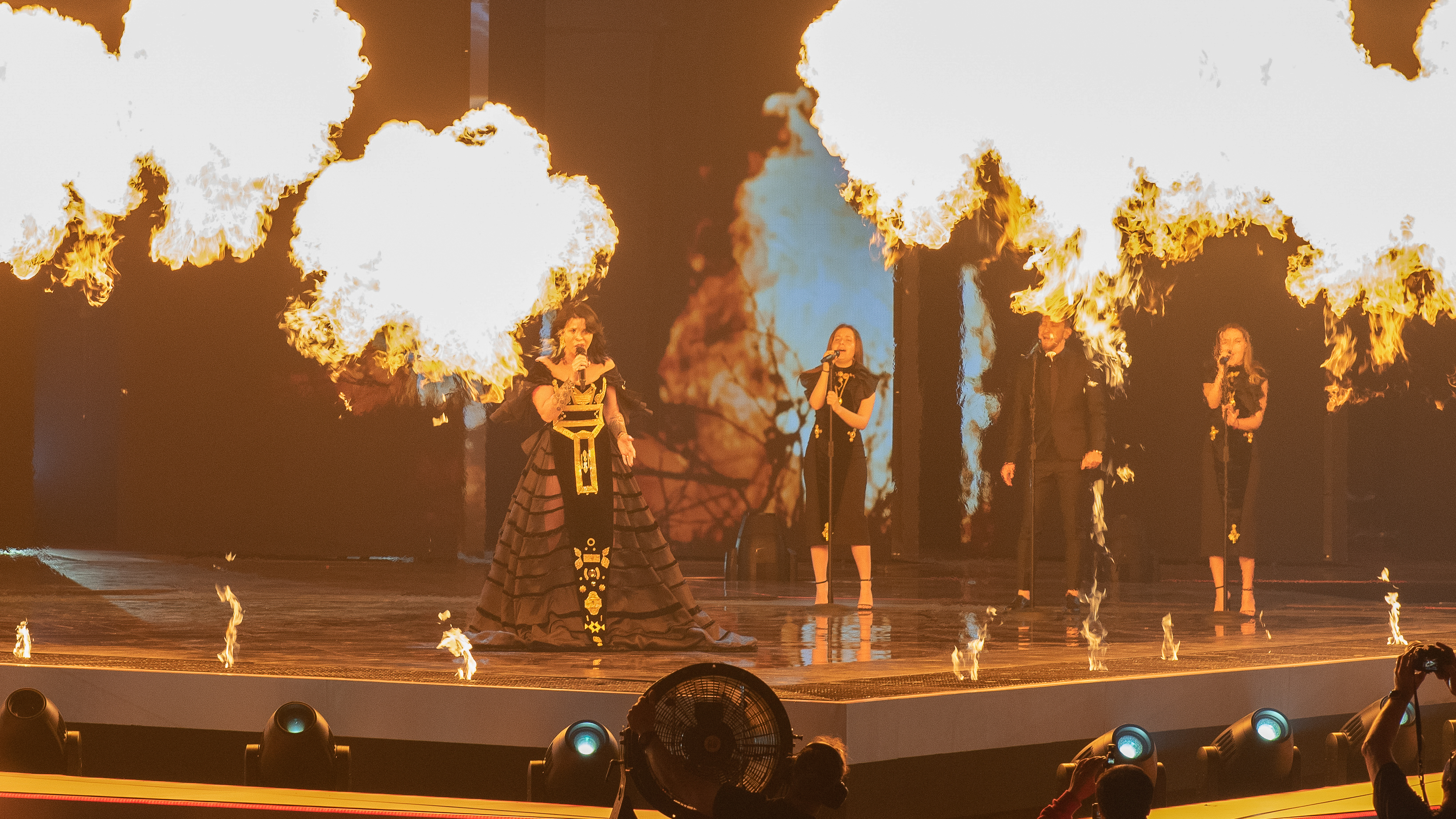
Jonida Maliqi a Tel-Aviv (2019)